# Блиски сусрети треће врсте
Блиски сусрети треће врсте (енгл. Close Encounters of the Third Kind) је амерички научнофантастични филм из 1977. године, режисера и сценаристе Стивена Спилберга, у коме главне улоге тумаче Ричард Драјфус, Тери Гар, Мелинда Дилон, Боб Балабан, Кери Гафи и Франсоа Трифо. Филм прати Роја Нирија, просечног припадника радничке класе у Индијани, чији се живот мења након сусрета са неидентификованим летећим објектом.
Спилберг је дуго планирао овај филм. Крајем 1973. склопио је уговор са компанијом Columbia Pictures за научнофантастични филм. Иако је Спилберг потписан као једини сценариста, помагали су му Пол Шрејдер, Џон Хил, Дејвид Гилер, Хал Барвуд, Метју Робинс и Џери Белсон; свако је допринео сценарију у различитом степену. Назив филма је изведен из класификације блиских сусрета са ванземаљцима уфолога Алена Хајнека, у којој трећа врста означава људска посматрања ванземаљаца или „живих бића”. Даглас Трамбул је био супервизор визуелних ефеката, док је Карло Рамбалди дизајнирао ванземаљце.
Снимљен је са буџетом од 19,4 милиона долара. Филм је приказан у ограниченом броју градова 16. новембра 1977. и 23. новембра 1977. пре него што је следећег месеца пуштен у широку дистрибуцију. Остварио је критички и финансијски успех, а на крају је зарадио преко 300 милиона долара широм света. Добио је бројне награде и номинације на 50. додели Оскара, 32. додели награда БАФТА, 35. додели Златних глобуса и 5. додели награда Сатурн, а добио је и широко признање од стране Америчког филмског института.
У децембру 2007. године, Конгресна библиотека Сједињених Америчких Држава је филм прогласила „културолошки, историјски или естетски значајним” и одабрала за чување у Националном регистру филмова. Специјално издање филма, које садржи и скраћене и придодате сцене, објављено је у биоскопима 1980. године. Спилберг је пристао да уради специјално издање како би додао још сцена које нису могли да укључе у оригинално издање, пошто је студио инсистирао на контроверзној сцени која приказује унутрашњост ванземаљског матичног брода. Спилбергово незадовољство измењеном завршном сценом довело је до треће верзије филма, назване „Редитељски рез”, која је објављена на VHS и LaserDisc форматима 1998. (а касније на DVD-у и Blu-ray-у). Редитељски рез је најдужа верзија филма и комбинује Спилбергове омиљене елементе из обе претходне верзије, али не садржи сцене унутар ванземаљског матичног брода. Филм је касније рестауриран у 4К формату и поново је дистрибуиран у биоскопима 1. септембра 2017. поводом 40. годишњице.

## Радња
У Сонорској пустињи, француски научник Клод Лакомб, његов амерички тумач, картограф Дејвид Лафлин и други истраживачи откривају авионе типа Граман TBF авенџер који су нестали убрзо после Другог светског рата. Авиони су у савршеном стању, али без пилота. Један старији сведок у близини тврди да је „сунце изашло ноћу и певало му”. Истраживачи су на сличан начин збуњени када пронађу теретни брод усред пустиње Гоби, нетакнут и потпуно празан. Близу Индијанаполиса, контролори летења посматрају како два путничка авиона за длаку избегавају судар у ваздуху са неидентификованим летећим објектом (НЛО).
У кући изван града, трогодишњи Бери Гилер се буди и открива да су се његове електричне играчке покренуле саме од себе. Почиње да прати нешто напољу, а његова мајка Џилијан јури за њим. Масовни нестанци струје почињу да се дешавају у околини, приморавајући електричара Роја Нирија да их истражи. Док покушава да се пробије кроз мркли мрак, Рој доживљава блиски сусрет са НЛО-ом, а када он прелети његов камион, својим светлима лагано опече његово лице. НЛО полеће са још три на небу, док Рој и полицијски аутомобили јуре за њим. Свемирске летелице одлете у ноћно небо, али метафизичко искуство оставља Роја очараним. Он постаје фасциниран НЛО-има на ужас његове жене Рони и почињу да му се јављају подсвесне слике неког облика налик на планину, на основу којих он често прави моделе. Џилијан у међувремену такође постаје опседнута, скицирајући слику јединствене планине. Убрзо након тога, њен дом напада НЛО који се спустио из облака. Она се одупире насилним покушајима НЛО-а и невидљивих бића да уђу у кућу, али у насталом хаосу Бери бива отет.
Лакомб и Лафлин — заједно са групом стручњака Уједињених нација — настављају да истражују све већу активност НЛО-а и чудне, повезане појаве. Сведоци у Дарамсали, у северној Индији, извештавају да НЛО-и испуштају карактеристичне звуке: музичку фразу од пет тонова у дуру. Научници ову фразу емитују у свемир, али су збуњени одговором: наизглед бесмисленом серијом бројева (104 44 30 40 36 10) која се понавља изнова и изнова док је Лафлин, са својим искуством у картографији, не препозна као скуп географских координата, који упућују на усамљено брдо Ђавољи торањ у близини Муркрофта у Вајомингу. Америчка војска евакуише то подручје, подмећући у медије лажне извештаје да је из олупине воза исцурео отровни нервни гас, за то време припремајући тајну зону за слетање НЛО-а и њихових путника.
У међувремену, Рој постаје све чуднији и Рони одлучује да га напусти, водећи са собом њихово троје деце. Када се на телевизији емитује репортажа о олупини воза у близини Ђавољег торња, Рој и Џилијан је погледају, препознајући планину коју су видели у визијама. Они су, заједно са другим путницима који су имали исте визије, кренули ка Ђавољем торњу упркос јавним упозорењима о нервном гасу.
Док већину путника приводи војска, Рој и Џилијан стижу до места баш када се НЛО-и појављују на ноћном небу. Владини стручњаци на локацији почињу да комуницирају са НЛО-има, који се постепено појављују на десетине, коришћењем светлости и звуке на великом електричном билборду. Након тога, огроман матични брод слеће на то место, ослобађајући нестале пилоте из Другог светског рата и морнаре теретног брода, као и преко десетине других киднапованих, од давно несталих одраслих до деце (па чак и неколико животиња), све из различитих епоха, али нико од њих није остарио од својих отмица. Бери се такође враћа и Џилијан га налази. Владини званичници одлучују да укључе Роја у групу људи које су одабрали да буду потенцијални посетиоци матичног брода, на брзину га припремајући.
Док ванземаљци коначно излазе из матичног брода, бирају Роја да им се придружи на њиховим путовањима. Док Рој улази у матични брод, један од ванземаљаца застаје на неколико тренутака са људима. Лакомб користи знаке рукама који одговарају ванземаљској тонској фрази од пет нота. Ванземаљац одговара истим покретима, осмехује се и враћа се на свој брод, који одлеће у свемир.

## Улоге
- Ричард Драјфус као Рој Нири, електричар из Индијане који се сусреће са неидентификованим летећим објектима и постаје опседнут њима. Стив Маквин је био Спилбергов први избор за ову улогу. Иако је Маквин био импресиониран сценаријем, сматрао је да није прави за улогу јер није умео намерно да заплаче. Џејмс Кан, Дастин Хофман, Ал Пачино и Џин Хекман такође су одбили ову улогу.[11][12] Џек Николсон ју је одбио због сукоба у распореду. Спилберг је објаснио да га је када је снимао Ајкулу, „Драјфус наговорио да га изаберем. Слушао је око 155 дана о Блиским сусретима. Чак је дао неке своје идеје.”[13] Драјфус је изјавио: „Покренуо сам себе у кампању да добијем улогу. Прошао бих поред Стивове канцеларије и рекао ствари попут 'Ал Пачино нема смисла за хумор' или 'Џек Николсон је превише луд'. На крају сам га убедио да ме убаци”.[11]
- Франсоа Трифо као Клод Лакомб, научник француске владе задужен за активности везане за НЛО у Сједињеним Државама. Стручњак за НЛО Жак Вале је послужио као модел из стварног живота Лакомбу.[14] Жерар Депардје, Филип Ноаре, Жан-Луј Трентињан и Лино Вентура разматрани су за ову улогу. Иако је познат као филмски режисер, ово је била једина Трифоова глумачка улога у филму који није режирао, као и једина улога у филму на енглеском језику. Током снимања, Трифо је своје слободно време користио за писање сценарија за филм Човек који је волео жене. Радио је и на роману под називом Глумац, пројекту који је напустио.[15]
- Тери Гар као Рони Нири, Ројева супруга. Мерил Стрип и Ејми Ирвинг су такође биле на аудицији за ову улогу.[16][17]
- Мелинда Дилон као Џилијан Гилер. Тери Гар је желела да глуми Џилијан, али је добила улогу Рони. Хал Ешби, који је радио са Дилоновом на филму Пут ка слави (1976), предложио ју је за улогу Спилбергу. Дилонова је добила улогу три дана пре почетка снимања.[11]
- Боб Балабан као Дејвид Лафлин, Лакомбов помоћник и енглеско-француски преводилац
- Џ. Патрик Макнамара као вођа пројекта
- Ворен Кемерлинг као мајор „Дивљи Бил” Волш
- Робертс Блосом као фармер
- Филип Додс као Жан Клод
- Кери Гафи као Бери Гилер, Џилијанин син. Спилберг је спровео низ техника метод глуме како би помогао Гафију, који је добио улогу када је имао само три године.[11]
- Ленс Хенриксен као Роберт
- Мерил Конали као вођа тима
- Џорџ Диченцо као мајор Бенчли
- Џин Динарски као Ајк
- Џозеф Сомер као Лери Батлер
- Карл Ведерс као војни полицајац

## Продукција

### Развој
Порекло филма може се пратити до детињства редитеља Стивена Спилберга, када су он и његов отац гледали метеорски рој у Њу Џерзију. Са навршених 18 година, Спилберг је завршио дугометражни научнофантастични филм Светлост ватре. Многе сцене из Светлости ватре су укључене у Блиске сусрете треће врсте. Он је 1970. написао кратку причу под насловом „Искуства” о „светлосној представи” коју група тинејџера види на ноћном небу. Крајем 1973. године, након што је завршио рад на филму Шугарленд експрес, Спилберг је склопио уговор са компанијом Columbia Pictures за научнофантастични филм. 20th Century Fox је претходно одбио ову понуду. Џулија и Мајкл Филипс су радили као продуценти пројекта.
Спилберг је прво размишљао о снимању документарног или нискобуџетног дугометражног филма о људима који верују у НЛО-е. Одлучио је да „филм који зависи од врхунске технологије не може да се направи за 2,5 милиона долара”. Позајмивши фразу са краја филма Ствар са другог света, променио је оригинални наслов филма Гледајте небо, преправивши премису у вези са пројектом „Плава књига” и представивши концепт Виларду Хајку и Глорији Кац. Кацова се присетила: „Имао је летеће тањире из свемира који су слетели на Робертсонов булевар [у Западном Холивуду, Калифорнија]. Рекла сам му, 'Стиве, то је најгора идеја коју сам икада чула.'” Спилберг је довео Пола Шрејдера да напише сценарио у децембру 1973. године, а снимање је почело крајем 1974. године. Да би разговарао о сценарију, Спилберг је посетио кућу у којој је Шрејдер живео са својим братом Леонардом. Међутим, Спилберг је 1974. почео да ради на Ајкули, одлажући Гледајте небо.
По финансијском и критичком успеху Ајкуле, Спилберг је успео да од студија добије огромну количину креативне контроле, укључујући право да сними филм на било који начин. Шрејдер је предао свој сценарио, који је Спилберг назвао „један од најсрамотнијих сценарија икада професионално предатих великом филмском студију или режисеру” и „ужасно кривом причом која уопште није о НЛО-има”. Под називом Краљевство долази, протагониста сценарија био је 45-годишњи ваздухопловни војни официр по имену Пол ван Овен који је радио на пројекту „Плава књига”. „[Његов] посао за владу је да исмеје и разоткрије летеће тањире.” Шрејдер је наставио: „Једног дана доживљава блиски сусрет. Он одлази у владу, претећи да ће открити све јавности. Уместо тога, он и влада проводе 15 година покушавајући да успоставе контакт.”
Спилберг и Шрејдер су имали креативне разлике и Џон Хил је ангажован да преправи сценарио. У једном тренутку главни лик је био полицајац. Спилбергу је „[било] тешко да се идентификује са људима у униформи. Хтео сам да имам просечно свакодневног главног лика.” Спилберг је одбио сценарио Шрејдера и Хила током постпродукције филма Ајкула, рекавши да су они „желели да то буде попут авантуре Џејмса Бонда”.
Дејвид Гилер је преправио сценарио; Хал Барвуд и Метју Робинс, Спилбергови пријатељи, предложили су заплет са киднаповањем детета. Спилберг је тада почео да пише сценарио. Песма „When You Wish Upon a Star” из филма Пинокио утицала је на Спилбергов стил писања. „Окачио сам своју причу на расположење које је песма створила, начин на који је утицала на мене лично.” Током претпродукције, наслов је промењен из Краљевство долази у Блиски сусрети треће врсте.
Ален Хајнек, који је радио са Америчким ратним ваздухопловством на пројекту „Плава књига”, ангажован је као научни консултант. Хајнек је сматрао да „иако је филм фикција, углавном је заснован на познатим чињеницама о мистеријама НЛО-а, и да свакако хвата арому овог феномена. Спилберг је био под огромним притиском да сними још један блокбастер после Ајкуле, али је одлучио да сними НЛО филм. Ставио је своју каријеру на коцку.” Ратно ваздухопловство и Наса одбили су сарадњу на филму. Шта више, Наса је наводно послала писмо од двадесет страница Спилбергу, рекавши му да је објављивање овог филма опасно. У једном интервјуу је изјавио: „Заиста сам пронашао своју веру када сам чуо да се Влада противи филму. Ако је Наса одвојила време да ми напише писмо од 20 страница, онда сам знао да се нешто мора догодити.”
На почетку претпродукције, Спилберг је ангажовао дизајнера филмских шпица Дена Перија да дизајнира логотип за Блиске сусрете. Пери, који је претходно радио на филмовима Истеривач ђавола (1973) и Таксиста (1976), направио је лого у Handel Gothic фонту користећи само сценарио као инспирацију. Одушевљен резултатом, Спилберг је применио лого на свим канцеларијским материјалима и мајицана филмске екипе. Спилберг је имао довољно утицаја да задржи креативну контролу над целокупним брендирањем филма и замолио је Перија да дизајнира рекламну кампању и насловну секвенцу за Блиске сусрете на основу логотипа који је направио. Пери је касније радио за многе друге велике холивудске продукције, укључујући Ратове звезда (1977), Разјареног бика (1980) и Има ли пилота у авиону? (1980).

### Снимање
Главно снимање почело је 16. маја 1976. године, иако је извештај новинске агенције Associated Press из августа 1975. сугерисао да ће снимање почети крајем 1975. године. Спилберг није желео да снима филм на локацији због свог негативног искуства са Ајкулом и желео је да сними Блиске сусрете у потпуности на звучним позорницама, али је на крају одустала од ове идеје.
Филм је сниман у Бербанку, Калифорнија; споменику природе Ђавољи торањ у Вајомингу; два напуштена ваздухопловна хангара из Другог светског рата на бившем војном аеродрому у Мобилу, Алабама; и на железничком депоу Луивил и Нешвил у Беј Минету, Алабама. Кућа у којој је Бери отет налази се изван града Ферхоуп, Алабама. Дом Роја Нирија налази се у улици Карлајл Драјв Ист у Мобилу. НЛО-и у филму пролећу кроз бившу наплатну рампу код моста Винсент Томас у Сан Педру, Калифорнија. Сцена са Сонорском пустињом је снимљена у пустињи Мохаве у Калифорнији, а екстеријери Дармсале у Индији су снимљени у малом селу Хал у близини Калапура, 56 километара изван Мумбаја. Хангари у Алабами били су шест пута већи од највеће звучне позорнице на свету. Током снимања појавили су се различити технички и буџетски проблеми. Спилберг је Блиске сусрете назвао „двапут лошијим и дупло скупљим [од Ајкуле]”.
Ствари су се погоршале када је Columbia Pictures доживео финансијске потешкоће. Спилберг је тврдио да би снимање филма коштало 2,7 милиона долара у оригиналној идеји из 1973. године, иако је продуценткињи Џулији Филипс открио да зна да ће буџет морати да буде много већи; коначни буџет је износио 19,4 милиона долара. Извршни директор студија Џон Вејч се присетио: „Да смо знали да ће филм коштати толико, не бисмо дали зелено светло јер нисмо имали новца”. Спилберг је ангажовао Џоа Алвеса, свог сарадника на Ајкули, као сценографа. Поред тога, сезона урагана на Атлантику 1976. донела је тропске олује у Алабами. Велики део звучних позорница у Алабами је оштећен због удара грома. Студио је прикупио 7 милиона долара путем три извора: Time Inc, EMI и немачких пореских склоништа.
Сниматељ Вилмош Жигмонд је изјавио да је током снимања филма Спилберг добијао више идеја гледајући филмове сваке вечери, што је заузврат продужавало продукцијски распоред јер је непрестано додавао нове сцене за снимање. Жигмонд је раније одбио прилику да ради на Ајкули. У својој књизи из 1991. године Никад више нећете јести ручак у овом граду, продуценткиња Џулија Филипс написала је врло просте опаске о Спилбергу, Жигмонду и Трифоу, јер је отпуштена током постпродукције због зависности од кокаина. Филипсова је за то окривила Спилберга и његов перфекционизам.

### Визуелни ефекти
Даглас Трамбул је био супервизор визуелних ефеката, док је Карло Рамбалди дизајнирао ванземаљце. Трамбул се нашалио да је буџет за визуелне ефекте, од 3,3 милиона долара, могао бити искоришћен за продукцију још једног филма. Његов рад је помогао да се доведе до напретка у фотографији контроле покрета. Матични брод је дизајнирао Ралф Маквори, а направио Грег Џин. Изглед брода инспирисан је рафинеријом нафте коју је Спилберг видео током једне ноћи у Индији. Уместо металног изгледа бродова који је коришћен у Ратовима звезда, нагласак је био на луминисцентнијем изгледу НЛО-а. Један од модела НЛО-а била је маска за кисеоник са причвршћеним светлима, коришћена због свог неправилног облика. Као суптилну шалу, Денис Мурен (који је тада завршио свој рад на Ратовима звезда) ставио је мали модел R2-D2-а на доњу страну матичног брода. Модел матичног брода данас је изложен у Националном музеју авијације и астронаутике на међународном Вашингтон Далес аеродрому у Шантилију, Вирџинија.
Блиски сусрети су снимљени анаморфно, а секвенце визуелних ефеката су снимљене на филмској траци 70 мм, који има већу резолуцију од 35 мм траке која је коришћен за остатак продукције, тако да када су минијатурни ефекти комбиновани са елементима пуне величине преко оптичког штампача, снимци ефеката би и даље изгледали јасно и оштро. Тестни колут који користи компјутерски генерисане слике направљен је за НЛО-е, али је Спилберг открио да би био прескуп и неефикасан пошто је CGI био у повоју средином 1970-их.
Мале ванземаљце у завршним сценама играло је педесет локалних шестогодишњих девојчица из Мобила. Ту одлуку је Спилберг затражио јер је осећао да се „девојчице крећу грациозније од дечака”. Покушао је да користи лутке за ванземаљце али је идеја пропала. Међутим, Рамбалди је успешно користио лутке да прикаже два ванземаљаца, од којих је први лик била марионета (за високог ванземаљаца који је први који се види како излази из матичног брода у ономе што је првобитно било проба, али је на крају коришћено у финалном филму) и артикулисана лутка за ванземаљце која комуницира путем ручних сигнала пред крај филма.

### Постпродукција
Овај филм је био прва сарадња између монтажера Мајкла Кана и Спилберга. Њихов радни однос се наставио и на осталим Спилберговим филмове. Спилберг је рекао да ниједан филм који је од тада снимио није било тако тешко монтирати као последњих 25 минута Блиских сусрета и да су он и Кан прошли хиљаде метара материјала да би пронашли праве кадрове за крајњу секвенцу. Када су Кан и Спилберг завршили прву верзију филма, Спилберг је био незадовољан и осећао је да „није било довољно вау-сцена”. Наручени су додатни снимци, али директор фотографије Вилмош Жигмонд није могао да их уради због других обавеза. Џон А. Алонзо, Ласло Ковач и Даглас Слокомб су радили на додатним снимцима. Лакомб је испрва хтео да пронађу авионе лета 19 скривене у Амазонској прашуми, али је идеја промењена на Сонорску пустињу. Спилберг је такође уклонио 7,5 минута од прве верзије.

## Музика
Музику за филм је компоновао, дириговао и продуцирао Џон Вилијамс, који је раније радио на Спилберговом филму Ајкула. Вилијамс је написао преко 300 примера иконичног петотонског мотива за Блиске сусрете — ових пет тонова користе научници за комуникацију са свемирским бродом у посети (као математички језик) — пре него што је Спилберг одабрао сегменте који ће касније постати карактеристична тема филма. Спилберг је за Вилијамсов рад рекао: „песма 'When You Wish Upon a Star' се среће са научном фантастиком”. Поред тога, Вилијамс је накратко укључио мелодију са потписом песме по Спилберговом налогу, непосредно пре него што се Рој Нири окренуо да се укрца на матични брод. Синтисајзер који се користи за свирање пет нота је ARP 2500. Потпредседник инжењеринга компаније ARP Instruments, Филип Додс, послат је да инсталира јединицу на филмском сету и касније је добио улогу Жан Клода, музичара који свира секвенцу на огромном синтисајзеру у покушају да комуницира са ванземаљским матичним бродом. Спилберг је првобитно укључио оригиналну песму „When You Wish upon a Star” из филма Пинокио у одјавну шпицу, али након претпремијере у Даласу, где се неколико чланова публике чујно насмејало на ово, песма је избачена и замењена Вилијамсовом оркестралном верзијом. Песма је уврштена у специјално издање одјавне шпице у колекционарском издању саундтрека из 1998. године.
Партитура је снимљена у студију Warner Bros. у Бербанку, Калифорнија. Вилијамс је био номинован за два Оскара 1978. године, једног за музику из Ратова звезда и једног за музику из Блиских сусрета. Освојио је Оскара за Ратове звезда, мада је касније освојио две награде Греми 1979. за музику из Блиских сусрета (једну за најбољу оригиналну филмску музику и једну за најбољу инструменталну композицију за „Theme from Close Encounters”).

## Теме
Филмска критичарка Шарлин Енгел приметила је да Блиски сусрети „сугеришу да је човечанство достигло тачку у којој је спремно да уђе у заједницу космоса. Иако је то компјутер који омогућава коначни музички разговор са ванземаљским гостима, особине које доводе Нирија његовим путем до Ђавољег торња немају много везе са техничком стручношћу или компјутерском писменошћу. То су врлине које се уче у школама које ће се развијати у 21. веку.” Филм такође евоцира типичне научнофантастичне архетипове и мотиве. Приказује нове технологије као природни и очекивани исход људског развоја и показатељ је здравља и раста.
Други критичари су пронашли разне јудео-хришћанске аналогије у филму. Ђавољи торањ је паралела Синајској гори, ванземаљци Богу и Рој Нири Мојсију. Филм Десет заповести Сесила Б. Демила се може видети на телевизору у домаћинству Ниријевих. Неки су проналазили блиске везе између пророка Илије и Роја; Илија је одведен „ватреним колима”, слично Роју који иде у НЛО. Пењући се на Ђавољи торањ иза посрнуле Џилијан, Нири је подстиче да настави да се креће и да се не осврће, слично Лотовој жени која се осврнула на Содому и претворила се у стуб соли. Спилберг је објаснио: „Желео сам да направим Блиске сусрете веома приступачном причом о свакодневном појединцу који има виђење које му преокреће живот и баца га у потпуни преокрет јер почиње да постаје све више опседнут тим искуством.”
Ројева супруга Рони покушава да сакрије опекотине изазване Ројевим излагањем НЛО-има и жели да он заборави свој сусрет са њима. Она је посрамљена и збуњена оним што му се догодило и очајнички жели назад свој обичан живот. Израз његовог изгубљеног живота види се када ваја огроман модел Ђавољег торња у својој дневној соби, а његова породица га напушта. Ројева опсесија идејом коју је усадила ванземаљска интелигенција, његова конструкција модела и постепени губитак контакта са супругом, опонашају догађаје у краткој причи Дејмона Најта, „Dulcie and Decorum” (1955) .
Блиски сусрети такође проучавају форму „духовне жудње младих”. Бeри Гилер, неустрашиво дете које НЛО-е и њихове потрепштине назива „играчкама” (иако то није било у сценарију, већ је млади глумац био намамљен да се осмехне када су му приказане играчке ван сцене), служи као мотив дечје невиности и отворености у лице непознатог. Спилберг је такође упоредио тему комуникације у филму као начин наглашавања теме толеранције. „Ако можемо да разговарамо са ванземаљцима у Блиским сусретима треће врсте”, рекао је, „зашто не бисмо могли са црвенима у Хладном рату?”
У свом интервјуу са Спилбергом за Inside the Actors Studio, Џејмс Липтон је сугерисао да Блиски сусрети имају још једну, личнију тему за Спилберга: „Ваш отац је био компјутерски инжењер; ваша мајка је била концертни пијаниста, а када свемирски брод слети, заједно праве музику на компјутеру”, што сугерише да је укрцавање Роја Нирија у свемирски брод Спилбергова жеља да се поново споји са родитељима. У интервјуу датом 2005. Спилберг је изјавио да је направио Блиске сусрете када није имао децу, а када би га снимао данас, никада не би дозволио Нирију да напусти своју породицу и да се укрца на матични брод.
Комуникацијски и језички проблеми представљају додатне теме, као што је приметио Ендру Џонстон у часопису Time Out: „Кроз филм има много сцена које предвиђају теме које би Спилберг истраживао у наредним пројектима, али његово извођење ових идеја овде је обично занимљивије и суптилније У Амистаду, на пример, он посвећује много времена илустровању језичке баријере која раздваја Африканце и од њихових отмичара и од њихових потенцијалних спасилаца. То је суштинска тачка заплета, али је толико разрађена да прича заглави. У Блиским сусретима, језички проблем је сажето илустрован брзом сценом у којој тумач преводи шпански на енглески за Лафлина да би се он могао окренути и превести на француски за Лакомба. Пошто нам Спилберг проблем језика не забија у грло, решење ванземаљаца – коришћење музике за комуникацију са човечанством – делује елегантније и природније.”

## Пријем

### Критике и зарада
Филм је требало да буде објављен у лето 1977, али је одложен за новембар због разних проблема током продукције.
Филм је премијерно приказани у Зигфелд театру у Њујорку 16. новембра 1977. и приказиван је тамо и у Синерама Доуму у Лос Анђелесу, са зарадом од 1.077.000 долара пре националног приказивања 14. децембра када је пуштен у 270 биоскопа са зарадом од 10.115.00 долара за недељу дана са просеком од 37.460 долара по платну. Додао је још 301 биоскоп 21. децембра. До краја друге недеље националног приказивања зарадио је 24.695.317 долара.
Остварио је рекордних 3.026.558 долара 26. децембра 1977. и поставио једнонедељни рекорд од 17.393.654 долара од 26. децембра до 1. јануара. Филм је издат у иностранству 24. фебруара 1978. и зарадио је 27 милиона долара на међународном нивоу до краја марта из 19 земаља. Блиски сусрети су добили углавном позитивне критике и постигли успех на благајнама, зарадивши 116,39 милиона долара у Сједињеним Државама и Канади и 171,7 милиона долара у страним земљама, за укупну зараду од 288 милиона долара широм света.
Био је то најуспешнији филм компаније Columbia Pictures у то време. Критичар Џонатан Розенбаум навао је филм „најбољим изразом Спилбергове бенигне визије сањивих очију”. А. Д. Марфи из часописа Variety дао је позитивну рецензију, али је написао да Блиским сусретима „недостају топлина и људскост” Ратова звезда Џорџа Лукаса. Марфи је сматрао да је већина филма спора, али је похвалио кулминацију дела. Џин Сискел и Роџер Иберт топло су препоручили филм. Сискел је похвалио поруку филма да се не плашимо непознатог, рекао је да је Драјфус „савршено одглумио” и описао крај као „дивну сцену која комбинује фантазију, авантуру и мистерију”. Напоменуо је, међутим, да се филм „заглавио” с подзаплетом на средини. Иберт је рекао да је „последњих 30 минута међу најчудеснијим стварима које сам икада видео на платну” и да је филм „као дечји филм... по својој невиности”. Полин Кејл га је на сличан начин назвала „дечјим филмом у најбољем смислу”. Жан Реноар је упоредио Спилбергово приповедање са Жилом Верном и Жоржом Мелијесом. Реј Бредбери прогласио га је за најбољи научнофантастични филм икада снимљен.

### Поновна издања и кућни медији
Спилберг је био незадовољан крајњом верзијом филма. Columbia Pictures је имао финансијских проблема и зависили су од овог филма да би спасили своју компанију. „Желео сам да имам још шест месеци да завршим овај филм, и да га пустим у биоскопе у лето 1978. године. Рекли су ми да им треба овај филм одмах”, објаснио је Спилберг. „У сваком случају, Блиски сусрети су постигли огроман финансијски успех и рекао сам им да желим да направим свој редитељски рез. Сложили су се под условом да покажем унутрашњост матичног брода како би могли да покрену кампању [реиздања маркетинга]. Никада нисам требао показати унутрашњост матичног брода.”
Године 1979. студио је дао Спилбергу 1,5 милиона долара за продукцију онога што је постало „Специјално издање” филма. Спилберг је додао седам минута нових снимака, али је и обрисао или скратио различите постојеће сцене за десет минута, тако да је Специјално издање било три минута краће од оригиналног издања из 1977. године, које је трајало 132 минута. Специјално издање је садржало неколико нових сцена развоја ликова, откриће теретног брода у пустињи Гоби и поглед на унутрашњост матичног брода. Блиски сусрети треће врсте: Специјално издање објављено је у августу 1980. године, доносећи додатних 15,7 милиона долара, акумулирајући коначних 303,7 милиона долара бруто зараде. Роџер Иберт је „сматрао да је оригинални филм задивљујуће достигнуће, хватајући осећај страхопоштовања и чуђења који имамо када узмемо у обзир вероватноћу постојања живота изван Земље... Ова нова верзија... је, једноставно, бољи филм... Зашто Спилберг није успео да буде овако добар први пут?”
Специјално издање из 1980. било је једина верзија која је била званично доступна дуги низ година на VHS-у. Затим, 1990. године, The Criterion Collection је понудио две верзије за LaserDisc, једну варијанту оригиналног издања из 1977. (са суптилним изменама које је направио Спилберг — ово је постала синдикованa телевизијска верзија), а другу као Специјално издање (програмирано од стране гледаоца користећи своје Даљинске функције LaserDisc плејера које су претходиле беспрекорном гранању DVD-ова). Овај LaserDisc сет са три диска је такође укључивао интерактивни документарац „Прављење Блиских сусрета” који садржи интервјуе са Спилбергом и глумачком екипом која је била укључена у филм, као и фотографије и делове сценарија. Током 1993, Специјално издање је објављено на VHS и LaserDisc форматима, и није било даљих издања наредних 14 година.
Винсент Мисијано је рецензирао Специјално издање у часопису Арес #5 и прокоментарисао да су „Уметници у другим медијима увек имали луксуз да се врате делу, прераде га и оплемене. Из разних разлога, новац је на првом месту међу њима, ова прилика је ретко приуштена филмским ствараоцима. Стивену Спилбергу је дата шанса и добро ју је искористио.”
Дванаестог маја 1998. Спилберг је поново преправио Блиске сусрете за „редитељски рез” (верзију филма како ју је замислио редитељ); објављен је једноставно као „Колекционарско издање” на VHS-у. Ова верзија филма је ремонт оригиналног издања из 1977. са неким елементима Специјалног издања из 1980. године, али изоставља унутрашње сцене матичног брода јер је Спилберг сматрао да би требало да остану мистерија. Редитељски рез је најдуже издање филма, траје 137 минута, два минута дуже од биоскопске верзије и пет минута дуже од специјалног издања. Колекционарско издање за LaserDisc, објављено 14. јула 1998, укључује нови 101-минутни документарац, „Прављење Блиских сусрета”, који је направљен 1997. и садржи интервјуе са Спилбергом, главном глумачком екипом и истакнутим члановима филмске екипе. Постојале су и многе друге алтернативне верзије филма за мрежну и синдиковану телевизију. Неке од њих су комбиновале сав објављен материјал из верзија из 1977. и 1980. године. Међутим, већину ових верзија није уређивао Спилберг, који сматра „Колекционарско издање” својом коначном верзијом Блиских сусрета. Колекционарско издање је добило ограничено издање као део ограниченог приказивања у одабраним филмовима за прославу 75. годишњице компаније Columbia Pictures 1999. године. То је био први пут да је ова верзија филма приказана у биоскопима. Редитељски рез је поново пуштен у биоскопе 1. септембра 2017. у част 40. годишњице филма. Зарадио је 1,8 милиона долара током викенда (2,3 милиона долара током четвородневног празника рада), чиме је глобална зарада порасла на преко 306 милиона долара широм света.
Филм је објављен на DVD-у 29. маја 2001. у сету од два диска Колекционарског издања који је садржао само редитељски рез. Овај сет је садржао неколико додатних карактеристика, укључујући документарни филм о „снимању” из 1997, краткометражни филм из 1977, трејлере и обрисане сцене које су укључивале унутрашњост матичног брода из специјалног издања из 1980. године. DVD издање филма на једном диску објављено је 27. августа 2002. године. У знак почасти 30. годишњице филма, Sony Pictures је објавио филм на DVD и Blu-ray форматима 2007. године. По први пут, све три верзије биле су издате заједно. Затим је 2017. године, у част 40. годишњице, филм рестауриран у 4К формату. Након поновног пуштања у биоскопе, филм је објављен у 4К и Blu-ray форматима са све три верзије са истим 4К третманом.

## Наслеђе
Убрзо након изласка филма крајем 1977. године, Спилберг је желео да сними или наставак или преднаставак, пре него што је одустао од те идеје. Он је објаснио: „Знање војске и заташкавање које је уследило толико су тајни да би била потребна креативна прича на платну, можда неко други направи овај филм и пружи му једнако време које заслужује.”
Када су га 1980. замолили да одабере једну „главну слику” која је сумирала његову филмску каријеру, Спилберг је одабрао снимак Берија како отвара врата своје дневне собе да би видео блиставу наранџасту светлост НЛО-а. „То је било прелепо, али ужасно светло, баш као ватра која долази кроз врата. [Бери] је веома мали, а то су веома велика врата, и много је обећања или опасности испред тих врата.” Године 2007. Блиски сусрети су проглашени „културолошки, историјски или естетски значајним” од стране Конгресне библиотеке Сједињених Америчких Држава и уврштени су у Национални регистар филмова ради очувања.
Поред Ратова звезда и Супермена, Блиски сусрети довели су до поновног појављивања научнофантастичних филмова. Године 1985. Спилберг је донирао 100.000 долара Планетарном друштву за потрагу за ванземаљским животом. У филму о Џејмсу Бонду из 1979. године, Операција Свемир, секвенца од пет нота се чује када научник укуца ову комбинацију у електронску браву на вратима. У комедији из 2009. Чудовишта против ванземаљаца, председник Сједињених Држава пушта секвенцу од пет нота на синтисајзеру док покушава да направи први контакт са ванземаљским роботом. У епизоди Саут Парка „Imaginationland”, научник који ради за владу користи секвенцу од пет нота док покушава да отвори портал. У епизоди „Over Logging” исте серије, научник користи секвенцу од пет нота док покушава да покрене централни интернет рутер да ради. Скулптура „пире кромпира” пародирана је у филмовима UHF, и Канадска сланина, као и епизодама серија Spaced, Досије икс, Веселе седамдесете, Банда из одељења информатике и Симпсонови. Филм је сатиризован и у 200. броју часописа Mad, у јул 1978, Стена Харта и Морта Дракера као Грудни сусрети апсурдне врсте.
ABC је 2011. емитовао специјалну емисију Најбоље од филма: Најбољи филмови нашег времена, која је одбројавала најбоље филмове по избору обожавалаца на основу резултата анкете коју су спровели ABC и часопис People. Блиски сусрети треће врсте изабрани су за 5. најбољи научнофантастични филм. The Guardian је изабрао филм за 11. најбољи научнофантастични и фантастични филм свих времена.
Многи истакнути филмски редитељи су навели Блиске сусрете треће врсте као један од својих омиљених филмова, укључујући Стенлија Кјубрика, Едгара Рајта, Спајка Лија, Денија Вилнева и Ендруа Стентона.

## Награде
| Награда                                                          | Категорија                                                         | Номиновани | Резултат   |
| ---------------------------------------------------------------- | ------------------------------------------------------------------ | --- | ---------- |
| Оскар                                                            | Најбољи режисер                                                    | Стивен Спилберг | Номинација |
| Оскар                                                            | Најбоља споредна глумица                                           | Мелинда Дилон | Номинација |
| Оскар                                                            | Најбоља сценографија                                               | Сценографија: Џо Алвес и Дан Ломино; Сетови: Фил Абрамсон | Номинација |
| Оскар                                                            | Најбоља фотографија                                                | Вилмош Жигмонд | Освојено   |
| Оскар                                                            | Најбоља монтажа                                                    | Мајкл Кан | Номинација |
| Оскар                                                            | Најбоља оригинална музика                                          | Џон Вилијамс | Номинација |
| Оскар                                                            | Најбољи звук                                                       | Роберт Кнадсон, Роберт Џ. Глас, Дон Макдугал, и Џин Кантамеса                                                                                                  | Номинација |
| Оскар                                                            | Најбољи визуелни ефекти                                            | Рој Арбогаст, Даглас Трамбул, Метју Јурицић, Грег Џин, и Ричард Јурицић                                                                                        | Номинација |
| Оскар                                                            | Награда за специјално достигнуће                                   | Френк Ворнер | Освојено   |
| Награде Америчких биоскопских монтажера                          | Најбоље монтирани дугометражни филм                                | Мајкл Кан | Номинација |
| Награде БАФТА                                                    | Најбољи филм                                                       | Стивен Спилберг | Номинација |
| Награде БАФТА                                                    | Најбоља режија                                                     | Стивен Спилберг | Номинација |
| Награде БАФТА                                                    | Најбољи споредни глумац                                            | Франсоа Трифо | Номинација |
| Награде БАФТА                                                    | Најбољи сценарио                                                   | Стивен Спилберг | Номинација |
| Награде БАФТА                                                    | Најбоља фотографија                                                | Вилмош Жигмонд | Номинација |
| Награде БАФТА                                                    | Најбоља монтажа                                                    | Мајкл Кан | Номинација |
| Награде БАФТА                                                    | Најбоља оригинална музика                                          | Џон Вилијамс | Номинација |
| Награде БАФТА                                                    | Најбоља сценографија                                               | Џо Алвес | Освојено   |
| Награде БАФТА                                                    | Најбољи звук                                                       | Џин Кантамеса, Роберт Кнадсон, Дон Макдугал, Роберт Глас, Стив Кац, Френк Ворнер, Ричард Освалд, Дејвид Хортон, Сем Џемет, Гери Герлих, Чет Сломка и Нил Бароу | Номинација |
| Награде Давид ди Донатело                                        | Најбољи страни филм                                                | Стивен Спилберг | Номинација |
| Награде Удружења режисера Америке                                | Најбољи филмски режисер                                            | Стивен Спилберг | Номинација |
| Награде Златни глобус                                            | Најбољи филм – драма                                               | Најбољи филм – драма | Номинација |
| Награде Златни глобус                                            | Најбољи режисер                                                    | Стивен Спилберг | Номинација |
| Награде Златни глобус                                            | Најбољи сценарио                                                   | Стивен Спилберг | Номинација |
| Награде Златни глобус                                            | Најбоља оригинална музика                                          | Џон Вилијамс | Номинација |
| Награде филмских монтажера звука                                 | Најбоља монтажа звука − звучни ефекти                              | Најбоља монтажа звука − звучни ефекти | Освојено   |
| Награде Златни екран                                             | Награде Златни екран                                               | Награде Златни екран | Освојено   |
| Награде Греми                                                    | Најбоља поп инструментална изведба                                 | Блиски сусрети треће врсте Зубин Мехта и Филхармонија Лос Анђелеса                                                                                             | Номинација |
| Награде Греми                                                    | Најбоља поп инструментална изведба                                 | Блиски сусрети треће врсте – Џон Вилијамс | Номинација |
| Награде Греми                                                    | Најбоља инструментална композиција                                 | „Музика из филма Close Encounters of the Third Kind” – Џон Вилијамс                                                                                            | Освојено   |
| Награде Греми                                                    | Најбољи оригиналну албум написан за филм или телевизијски специјал | Блиски сусрети треће врсте – Џон Вилијамс | Освојено   |
| Награда Хуго                                                     | Најбоља драмска презентација                                       | Стивен Спилберг | Номинација |
| Награде Међународног удружења филмских музичких критичара (1998) | Најбоље реиздање већ издате партитуре                              | Џон Вилијамс | Освојено   |
| Награде Међународног удружења филмских музичких критичара (2017) | Најбоље ново реиздање већ издате партитуре                         | Џон Вилијамс, Мајк Матесино и Џим Тајтус | Номинација |
| Награда Јапанске филмске академије                               | Најбољи филм на страном језику                                     | Најбољи филм на страном језику | Номинација |
| Награде Удружења филмских критичара Кореје                       | Најбољи страни филм                                                | Стивен Спилберг | Освојено   |
| Национални одбор за рецензију филмова                            | Топ десет филмова                                                  | Топ десет филмова | 5. место   |
| Национални одбор за рецензију филмова                            | Изванредни специјални ефекти                                       | Изванредни специјални ефекти | Освојено   |
| Национални одбор за презервацију филмова                         | Национални регистар филмова                                        | Национални регистар филмова | укључен    |
| Национално друштво филмских критичара                            | Најбољи филм                                                       | Најбољи филм | 3. место   |
| Национално друштво филмских критичара                            | Најбољи режисер                                                    | Стивен Спилберг | 2. место   |
| Награде Удружења њујоршких филмских критичара                    | Најбољи филм                                                       | Најбољи филм | Номинација |
| Награде Удружења њујоршких филмских критичара                    | Најбољи режисер                                                    | Стивен Спилберг | Номинација |
| Награде Онлајн филмског и телевизијског удружења                 | Галерија славних – филмови                                         | Галерија славних – филмови | Inducted   |
| Награде Сатурн (1977)                                            | Најбољи научнофантастични филм                                     | Најбољи научнофантастични филм | Номинација |
| Награде Сатурн (1977)                                            | Најбољи режисер                                                    | Стивен Спилберг | Освојено   |
| Награде Сатурн (1977)                                            | Најбољи глумац                                                     | Ричард Драјфус | Номинација |
| Награде Сатурн (1977)                                            | Најбоља глумица                                                    | Мелинда Дилон | Номинација |
| Награде Сатурн (1977)                                            | Најбоља споредна глумица                                           | Тери Гар | Номинација |
| Награде Сатурн (1977)                                            | Најбољи сценарио                                                   | Стивен Спилберг | Номинација |
| Награде Сатурн (1977)                                            | Најбоља шминка                                                     | Боб Вестморланд, Томас Р. Берман и Карло Рамбалди | Номинација |
| Награде Сатурн (1977)                                            | Најбоља музика                                                     | Џон Вилијамс | Освојено   |
| Награде Сатурн (1977)                                            | Најбољи специјални ефекти                                          | Даглас Трамбул | Номинација |
| Награде Сатурн (2001)                                            | Најбоље DVD издање филмског класика                                | Најбоље DVD издање филмског класика | Номинација |
| Награде Сатурн (2007)                                            | Најбоље специјално DVD издање                                      | Најбоље специјално DVD издање | Номинација |
| Награде Удружења турских филмских критичара                      | Најбољи страни филм                                                | Најбољи страни филм | 7. место   |
| Награде Удружења сценариста Америке                              | Најбоље написана драма                                             | Стивен Спилберг | Номинација |

#### ЛистеАмеричког филмског института
- 100 година АФИ-ја... 100 филмова: #64[95]
- 100 година АФИ-ја... 100 трилера: #31[96]
- 100 година АФИ-ја... 100 филмских музика: номинован[97]
- 100 година АФИ-ја... 100 инспирација: #58[98]
- 100 година АФИ-ја... 100 филмова (10. годишњица): номинован[99]
- АФИ-јевих 10 топ 10: номинован за научну фантастику[100]